# Den rosa klänningen
Den rosa klänningen (franska: La Robe Rose) är en oljemålning av den franske konstnären Frédéric Bazille från 1864. Den ingår i Musée d'Orsays samlingar i Paris. Bazilles bror Marc Bazille överlämnade målningen till franska staten 1924 och 1986 överfördes den från Louvren till Musée d'Orsay.
Målningen visar konstnärens kusin Thérèse des Hours som sitter på en stenmur vid familjegodset Le Domaine de Méric och ser över byn Castelnau-le-Lez som ligger strax utanför Montpellier. Bazille tillbringande varje sommar på släktgodset där han ofta målade, bland annat Réunion de famille som också porträtterar Thérèse des Hours.

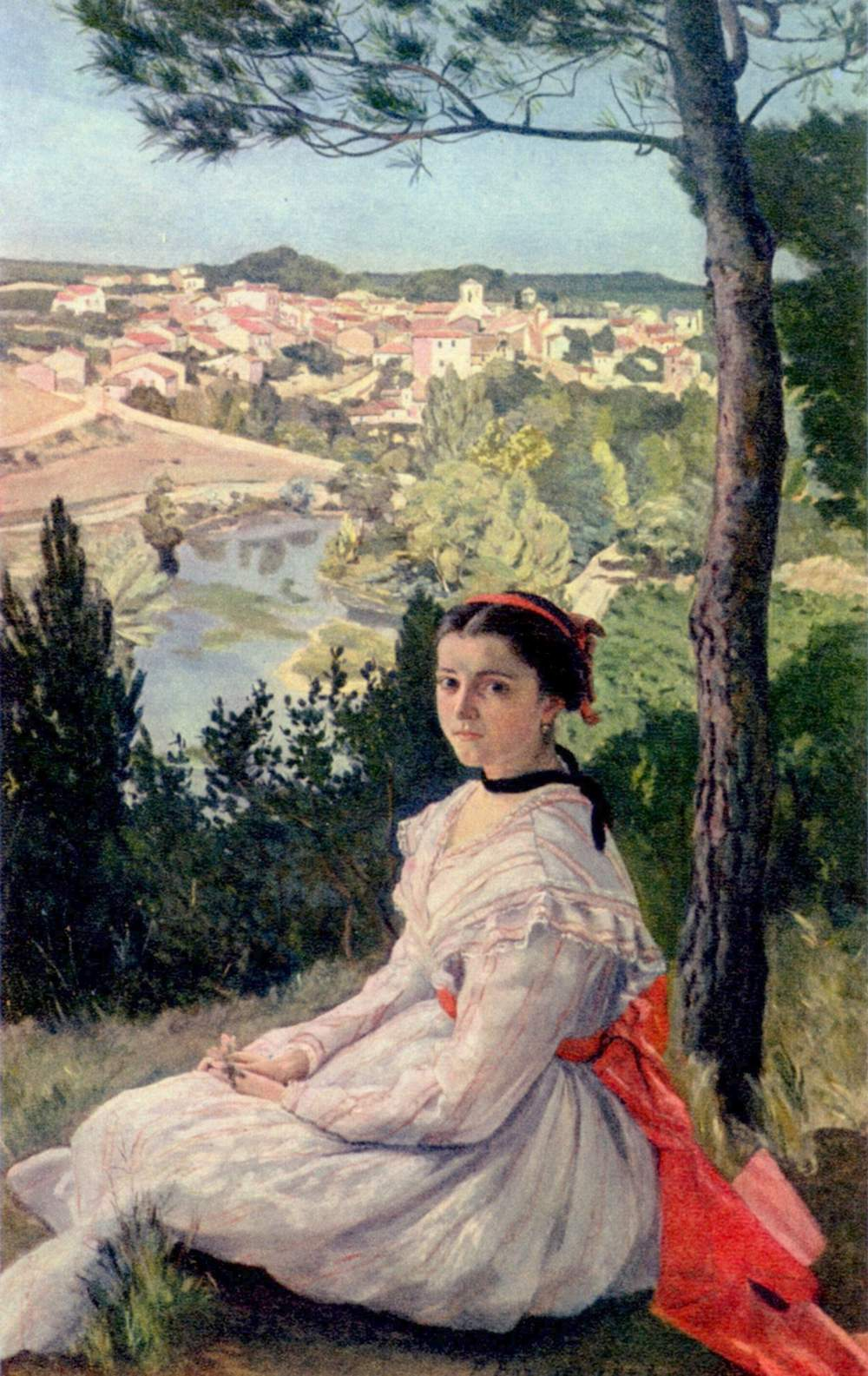
Utsikt över byn från 1868 (130 x 89 cm), Musée Fabre i Montpellier.

Bazille målade ett liknande motiv 1868, Utsikt över byn (franska: La vue de village). Platsen och utsikten är densamma, liksom Bazilles metod att, inspirerad av Barbizonskolan, rikta betraktarnas blick mot den ljusa bakgrunden genom att omge den med mörka träd i förgrunden. I Utsikt över byn porträtteras förmodligen en dotter till italienska hyresgäster hos Bazilles föräldrar på Le Domaine de Méric.
Bazille målade vanligtvis plein air (friluftsmåleri) i likhet med sin vänner Claude Monet och Auguste Renoir, som han tidvis delade ateljé med, och ingick i den krets som sedermera skulle kallas impressionisterna. Han dog dock redan 1870 i det fransk-tyska kriget och deltog därför aldrig i deras gemensamma utställningar. 